# 先生の白い嘘
『先生の白い嘘』（せんせいのしろいうそ）は、鳥飼茜による日本の漫画作品。『月刊モーニング・ツー』（講談社）にて、2013年10月号から2017年11月号まで連載された。単行本は全8巻。「このマンガを読め! 2015」で第8位。
「レイプ」を題材にしており、24歳の高校教師・原美鈴を主人公に、男と女の間の「性の不平等」が描かれている。
2024年2月時点で累計部数は100万部を突破している。
2024年に実写映画版が公開。

## 登場人物

### 主要人物
原 美鈴（はら みすず）
桜丘高校の国語教師。24歳。内向的な性格。
4年前、友人の美奈子の引越しの手伝いに行った際、美奈子の外出中に美奈子の彼氏の早藤にレイプされ、処女を奪われる。自分が女だから、そのような目に遭ったのだと諦観し、女である自分を憎んでいる。早藤からは、その後も関係を強要され陵辱され続けている。レイプされたことが原因で不眠、頭痛、味覚障害（人工的なものしか味がしない）、平衡感覚の鈍りなどの症状に悩まされ、心療内科に通っている。
美奈子が「親友」と自称しながらも自分を見下していることに気付いているが、美奈子が自尊心を満たせるならと甘んじて受け入れている。早藤にレイプされたことで奇しくも、美奈子が自慢する早藤との関係が虚像であると気付き、美奈子を見下す立場を手に入れることができ、内心では美奈子を哀れんでいる。
地味でおとなしい印象の女性だが、人間の内面を見抜くことには長けており友人の美奈子や自身が勤務する高校の生徒達の人間性を見抜いている。
早藤 雅巳（はやふじ まさみ）
美奈子の婚約者。1985年生まれ。不動産関係の仕事に就いている。
4年前に美鈴をレイプし、その後も関係を強要している。処女マニアであり、美奈子では既に勃起しなくなっており、仕事の疲れを理由にセックスを拒んでいる。美鈴の他にも、合コンで知り会った玲菜を処女と見抜き、店のトイレでレイプし関係を続けている。
新妻 祐希（にいづま ゆうき）
美鈴の担任生徒。性欲の赴くままに、バイト先の花屋の社長の妻とホテルへ行ってしまい、直前で考え直したが「連れ込んだ」責任を取るよう言われ、無理矢理セックスされる。そのトラウマが原因でEDになり悩んでいた。告白してきた同級生のミカと付き合っているが、特に好きなわけではない。
人妻との不倫の噂の真偽を確かめるために美鈴が面談した際にホテルでの出来事を正直に伝えたところ、思わぬ美鈴の本音をぶつけられ勃起してしまう。美鈴を女性として意識するようになり、ミカに別れを切り出すも、嫌がるミカを納得させられず、仕方なく交際を続けている。美鈴と早藤の歪な関係に勘付き、美鈴への想いを見抜いたミサカナに相談するうちに、ミサカナにコントロールされ、行動をエスカレートさせてしまう。

### 生徒
三郷 佳奈（みさと かな）
あだ名は「ミサカナ」。容姿は可愛いタイプで、男子生徒のみならず男性教師からも絶大な人気がある。
処女は「運命の相手」に捧げると心に決めているため、肉体関係は許していないが、和田島とは深い仲である。Hなことには興味がないように振る舞っており、周囲の女子からは天然で奥手な子だと思わせている。相談に乗る振りをしながら、ミカの恋が上手く行くよう励ます一方で、新妻には嘘を織り交ぜながらミカとセックスしないよう言い含めている。
引きこもりの兄がおり、かつて兄から暴力を振るわれていた。兄は壁に開けた小さな穴から、佳奈の痴態を盗み見て自慰に耽ったり「非処女をせん滅するブログ」を運営している。
緑川 椿（みどりかわ つばき）
美鈴の生徒。容姿端麗で校内で最も目立つ女子。中学時代から芸能活動をしていたが、雑誌に載った水着グラビアが問題視され、謹慎処分を下される。
和田島（わだじま）
美鈴の生徒で、緑川の元彼。「女の子はみんなかわいい」が信条。セックスが大好きで校内の女子に多数手を出している他、町中で年上の女性をナンパすることもある。
佐古田 ミカ（さこた ミカ）
太めで巨乳の体型（周囲の女子からはぽっちゃりの範疇を超えていると影で言われている）の女子生徒。新妻に告白し付き合い始めるが、手を出してこないことにやきもきし新妻のトラウマのことなど思いが及ばず、彼が自ら手を出しやすいように気を遣っている。新妻から別れを切りだされるが、ミサカナからアドバイスを貰い諦めないと誓う。

### その他
渕野 美奈子（ふちの みなこ）
美鈴の高校時代からの友人。美鈴とは対照的に社交的な性格。
高校時代に、上位グループの女子の彼氏を寝取ったことが原因で仲間外れにされたことを機に、一人でいることを嫌い、地味な美鈴に近付いた。美鈴の親友を自称するが内心では女としての美鈴を見下しており、高校時代に美鈴が痴漢被害を相談した際に「被害妄想」だと笑い飛ばした。虚言癖があり、早藤からは関係を拒まれているが、美鈴には早藤が毎日のように迫ってきて困ると自慢する。
山本 玲菜（やまもと れいな）
歯科衛生士。同僚と参加した合コンで早藤と出会い、店のトイレでレイプされ処女を奪われる。初めての相手である早藤に夢中になり、自分では大切にされているつもりでいる。
患者として来院した美奈子が、早藤の婚約者だと分かってしまう。
綾香（あやか）
歯科衛生士。玲菜の同僚。妻子ある男性と付き合っている。
早藤の鬼畜ぶりを知って玲菜を心配するが、玲菜は聞く耳を持たないため力になれない。

## 書誌情報
- 鳥飼茜 『先生の白い嘘』 講談社〈モーニングKC〉、全8巻[3]
  1. 2014年2月21日発売[5]、ISBN 978-4-06-388304-6
  2. 2014年9月22日発売[9]、ISBN 978-4-06-388377-0
  3. 2015年3月23日発売[10]、ISBN 978-4-06-388445-6
  4. 2015年10月23日発売[11]、ISBN 978-4-06-388516-3
  5. 2016年5月23日発売[12]、ISBN 978-4-06-388601-6
  6. 2016年11月22日発売[13]、ISBN 978-4-06-388667-2
  7. 2017年5月24日発売[14]、ISBN 978-4-06-388729-7
  8. 2017年10月23日発売[15]、ISBN 978-4-06-510276-3

## 映画
2024年7月5日に公開。監督は三木康一郎、脚本は安達奈緒子、主演は奈緒。R15+指定。本作では通常の上映に加え、初の試みとして3面ライブスクリーンでの上映も実施される。
公開前日の2024年7月4日にネットメディア「ENCOUNT」で監督の三木のインタビューが掲載されたが、その中で性的描写が重要要素となる本作において主演の奈緒がインティマシー・コーディネーター（性的描写の撮影の際に監督と俳優の間に入って身体的・精神的にサポートする職種）の導入を希望したにもかかわらず、「間に人を入れたくなかった」という彼の意向で却下したと語っていたことがネット上で大きな反発を呼び、公開初日の舞台あいさつにおいて同作製作委員会を代表した稲垣竜一郎プロデューサーと監督の三木が壇上で謝罪し、奈緒が経緯を説明する異例の事態となった。
2024年7月6日までに、公式サイトからあらすじの一部が削除された。美鈴が早藤を拒めない理由として「早藤を忌み嫌いながらも、快楽に溺れ、早藤の呼び出しに応じてしまう美鈴」と書かれていた部分が、「早藤を忌み嫌いながらも、早藤の呼び出しに応じてしまう美鈴」と変更された。制作側からの説明はないが、被害に遭ったことを自責し、葛藤する美鈴をめぐる表現として適切ではないという声が上がっていた。
劇場パンフレットについては2024年7月5日の公開日、「一部不備があった」として発売が延期され、後日差し替え版を発売すると発表されていたが、同年8月1日、「制作上の都合」により発売を中止したことが発表された。

### キャスト
- 原美鈴：奈緒
- 早藤雅巳：風間俊介[21][22]
- 新妻祐希：猪狩蒼弥[21][22]
- 渕野美奈子：三吉彩花[21][22]
- 三郷佳奈：田辺桃子[22][23]
- 和田島直人：井上想良[22][23]
- 小林涼子[22]
- 森レイ子[22]
- 吉田宗洋[22]
- 清田恵里：板谷由夏[22][23]
- 池松和男：ベンガル[22][23]

### スタッフ
- 原作：鳥飼茜『先生の白い嘘』（講談社『月刊モーニング・ツー』所載）[6]
- 監督：三木康一郎
- 脚本：安達奈緒子
- 音楽：コトリンゴ
- 主題歌：yama「独白」（ソニー・ミュージックレーベルズ）[21][22]
- 製作総指揮：井上貴弘
- 製作：久野達士、五老剛
- エグゼクティブプロデューサー：大田達朗
- コー・エグゼクティブプロデューサー：飯田雅裕
- 企画・プロデュース：稲垣竜一郎
- チーフプロデューサー：神保友香
- プロデューサー：中島章博、永井拓郎
- アソシエイトプロデューサー：山本容子、堀慎太郎
- 音楽プロデューサー：高石真美
- 宣伝プロデューサー：原寛之
- 撮影：板倉陽子
- 照明：疋田ヨシタケ
- 録音：原川慎平
- 編集：三木康一郎
- 美術：小林蘭
- 装飾：岩本智弘
- 助監督：八神隆治
- スタイリスト：渡邊奈央
- ヘアメイク：千葉友子
- 記録：万洲田千尋
- 音響効果：井上奈津子
- 制作担当：米田伸夫
- 配給：松竹ODS事業室 / イノベーション推進部[6]
- 制作プロダクション：松竹撮影所、RIKIプロジェクト
- 製作：映画「先生の白い嘘」製作委員会（松竹、朝日新聞社）